# Тростинская Новоселица
Тростинская Новоселица (укр. Тростинська Новоселиця) — село, входит в Белоцерковский район Киевской области Украины.
Население по переписи 2001 года составляло 253 человека. Почтовый индекс — 08674. Телефонный код — 4571. Занимает площадь 2,071 км². Код КОАТУУ — 3221488001.

## Местный совет
Село — административный центр сельского совета.
Адрес местного совета: 08674, Киевская обл., Васильковский р-н, с. Тростинская Новоселица, ул. Шевченко, 38.